# Robert Grant (Politiker)

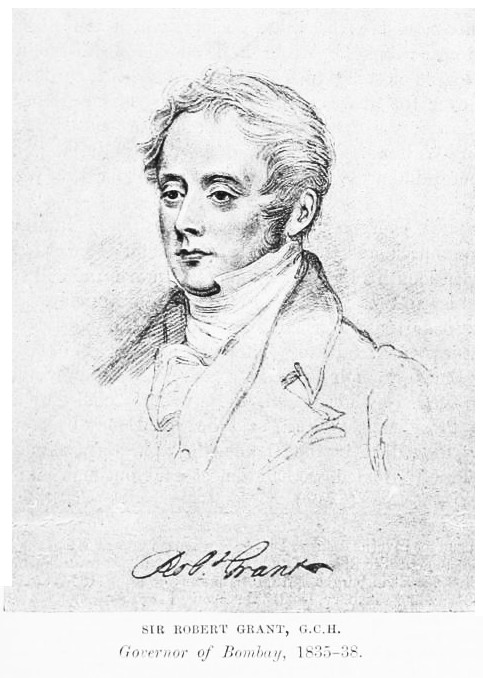
Sir Robert Grant

Sir Robert Grant GCH Kt (* 15. Januar 1780 in Bengalen, Britisch-Indien; † 9. Juli 1838 in Dapodi bei Pune, Britisch-Indien) war ein britischer Politiker, Kolonialgouverneur und der Autor des heute noch bekannten Chorals O Worship the King.

## Leben
Robert Grant war der Sohn des Politikers, Missionars und Sozialreformers Charles Grant. Im Alter von sechs Jahren zog die Familie von Indien nach England. Wie sein Bruder Charles studierte er am Magdalene College der Universität Cambridge und wurde Barrister.
Von 1818 bis 1820 und von 1826 bis 1834 war er als Abgeordneter für verschiedene Wahlkreise Mitglied des Unterhauses des britischen Parlaments, wo er sich unter anderem für die Gleichberechtigung der Juden einsetzte.
Im Juni 1834 wurde er zum Gouverneur der Präsidentschaft Bombay ernannt, wo er 1835 eintraf und sich vor allem durch sein soziales Engagement und den Bau einiger Straßen zwischen der Stadt und dem Hinterland einen Namen machte.
Grant schrieb eine Studie über die Geschichte der Britische Ostindien-Kompanie, deren Vorstandsvorsitzender sein Vater gewesen war. Heute ist er vor allem für seine Hymnen bekannt. Deren bekannteste ist O Worship the King.
Sir Robert Grant starb am 9. Juli 1838 im Alter von 59 Jahren in Indien. Aus seiner 1829 geschlossenen Ehe mit Margaret Davidson hatte er zwei Töchter und zwei Söhne.

## Ehrungen
Robert Grant wurde 1834 von König Wilhelm IV. zum Knight Bachelor sowie zum Knight Grand Cross des Royal Guelphic Order (GCH) geschlagen.
In Erinnerung an seines soziales Engagement wurde die zweitälteste medizinische Fakultät Indiens, das Grant Medical College, nach ihm benannt, außerdem ein Bahnhof und eine Straße in Mumbai.